# Gare de Saint-Joseph-le-Castellas
Gare de Saint-Joseph-le-Castellas – przystanek kolejowy w Marsylii, w departamencie Delta Rodanu, w regionie Prowansja-Alpy-Lazurowe Wybrzeże, we Francji.
Jest przystankiem kolejowym Société nationale des chemins de fer français (SNCF), obsługiwanym przez pociągi TER Provence-Alpes-Côte d’Azur.

## Położenie
Znajduje się na wysokości 109 m n.p.m., na linii Pertuis – Marsylia, pomiędzy stacjami Sainte-Marthe-en-Provence i Saint-Antoine.